# Orthofen (Sulzemoos)

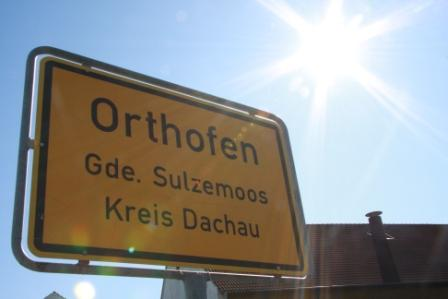
Ortsschild von Orthofen

Orthofen ist ein Gemeindeteil und Kirchdorf der Gemeinde Sulzemoos im Landkreis Dachau (Oberbayern, Bayern).

## Geschichte
Die erste urkundliche Erwähnung Orthofens geht auf das Jahr 1150 zurück. Damals wurde das Dorf „Nordhofen“ genannt. Die Dorfkirche besteht vermutlich seit 1315 und ist besonders für die im Jahre 1747 entstandenen Deckenfresken bekannt. 1821 wurden Orthofen und Wiedenzhausen durch die Reformen des Ministers Montgelas zu einer Gemeinde zusammengefasst (zweites Gemeindeedikt). Im Rahmen der Gebietsreform in Bayern wurde 1978 Wiedenzhausen mit seinem Ortsteil Orthofen nach Sulzemoos eingemeindet. 1982 wurde das Dorfkreuz neben dem Maibaum in der Mitte des Dorfes aufgestellt.

## Kirche

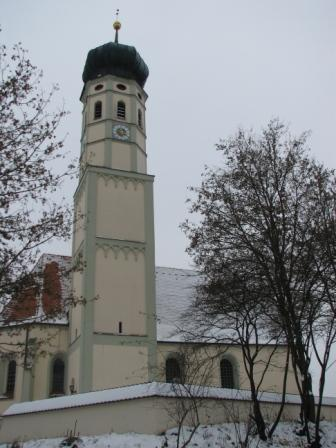
Hl. Kreuzauffindung und St. Helena

Die Filialkirche „Hl. Kreuzauffindung und St. Helena“ gehört zur Pfarrei Sittenbach und wurde erstmals 1524 in der Sundendorfer’schen Matrikel beschrieben, ist aber wahrscheinlich schon 200 Jahre älter. Im 17. oder 18. Jahrhundert wurde die spätgotische Kirche umgebaut und am Ende des 19. Jahrhunderts etwas vergrößert. Die Deckenfresken wurden vom Maler Franz Mayr angefertigt.